# Vamos a la discoteca
Vamos a la discoteca è un singolo del gruppo musicale dance Paradisio, pubblicato nel 1997 come terzo estratto dall'album Paradisio.

## Tracce
CD Maxi
1. Vamos A La Discoteca (Holiday Party Remix) – 6:02
2. Vamos A La Discoteca (Rio Club Remix) – 6:13
3. Vamos A La Discoteca (Original Club Extended Mix) – 8:53
4. Vamos A La Discoteca (Hypnotyka Sun Remix) – 5:38
5. Vamos A La Discoteca (Video Edit Mix) – 3:53

## Classifiche

### Classifiche settimanali
| Classifica (1997) | Posizione massima |
| ----------------- | ----------------- |
| Belgio (Fiandre)  | 20                |
| Belgio (Vallonia) | 18                |
| Finlandia         | 3                 |
| Francia           | 18                |
| Italia            | 9                 |
| Norvegia          | 6                 |
| Svezia            | 3                 |

### Classifiche di fine anno
| Classifica (1997) | Posizione |
| ----------------- | --------- |
| Belgio (Fiandre)  | 87        |
| Belgio (Vallonia) | 93        |
| Svezia            | 29        |